# Singsås
Singsås is een plaats in de Noorse gemeente Midtre Gauldal in de provincie Trøndelag. Het dorp heeft een station aan Rørosbanen. De parochiekerk werd gebouwd in 1884 en biedt plaats aan 400 kerkgangers.
Singsås was tussen 1841 en 1964 een zelfstandige gemeente in de toenmalige provincie Sør-Trøndelag. In dat laatste jaar fuseerde Singsås met Budal, Støren en Soknedal tot Midtre Gaudal. 